# Dub v Lučici
Dub v Lučici je památný strom ve vsi Lučice u Chudenic. Zdravý dub letní (Quercus robur) roste ve středu vsi u hlavní silnice. Obvod jeho kmene měří 447 cm a výška dosahuje 21 m (měření 2009). Jeho zdravotní stav je velmi dobrý, kmen je bez výraznějšího poškození, prosychání koruny jen ve spodní části. Pod korunou rostou semenáčky, na nich padlí dubové na dubových číškách hlízenka žaludová (šetření 2009). Chráněn od 18. prosince 2000 jako krajinná dominanta.

## Památné stromy v okolí
- Tis v Chudenicích
- Černínova douglaska
- Chudenická lípa
- Zámecká lípa v Chudenicích
- Poleňská lípa
- Lázeňská lípa